# Flavigny-le-Grand-et-Beaurain
Flavigny-le-Grand-et-Beaurain är en kommun i departementet Aisne i regionen Hauts-de-France i norra Frankrike. Kommunen ligger  i kantonen Guise som ligger i arrondissementet Vervins. År 2022 hade Flavigny-le-Grand-et-Beaurain 438 invånare.

## Befolkningsutveckling
Antalet invånare i kommunen Flavigny-le-Grand-et-Beaurain
Referens: INSEE